# Neurotic Outsiders
Neurotic Outsiders byla americká rocková kapela založená v roce 1995. Hráli v ní Duff McKagan (ex Guns N' Roses; kytara, zpěv), Matt Sorum (ex Guns N' Roses; bicí, zpěv), Steve Jones (ex Sex Pistols; kytara, zpěv), John Taylor (ex Duran Duran; basa, zpěv). Kapela v roce 1996 vydala stejnojmenné album, obsahující skladby:
1. „Nasty ho“ (4:32)
2. „Always wrong“ (3:25)
3. „Angelina“ (2:55)
4. „Good news“ (3:32)
5. „Better way“ (4:22)
6. „Feelings are good“ (3:23)
7. „Revolution“ (3:48)
8. „Jerk“ (4:10)
9. „Union“ (4:29)
10. „Janie Jones“ (1:53)
11. „Story of my life“ (4:10)
12. „Six feet under“ (4:00)